# 大克林
46°19′48″N 32°36′5″E / 46.33000°N 32.60139°E
大克林（烏克蘭語：Великий Клин）是位於烏克蘭南部的村莊，由赫爾松州斯卡多夫斯克區的霍拉普里斯坦市鎮負責管轄。該村面積0.56平方公里，海拔高度29米，2001年人口323，人口密度每平方公里573.7人。